# Tvangsritualer
|  | Denne artikel er oprettet af botten PalnaBot ud fra en ekstern database. Den kan derfor have sproglige fejl eller mangler. Denne skabelon kan fjernes efter kontrol af indholdet. |

Tvangsritualer er en film instrueret af Søren Fauli efter manuskript af Søren Fauli.

## Handling
Vi kender det alle sammen - det der med ikke at træde på stregerne på fortovet. Det betyder ulykke. Og har vi ikke også alle noget med tal? For nogen udvikler det sig til ren tvang, og tvangsritualerne bliver en belastning. Sådan har Søren det. Dagen består af et utal af mere eller mindre skøre ritualer, som en psykolog, Sørens forældre og tidligere kæreste prøver at forklare. Kan Sørens tilfælde forklares? Indgår også på vhs i antologierne »Ritualer« og »Hverdagspsykologiske svagheder - 3 film af Søren Fauli« og på vhs/dvd i antologien »Den korte film 1«.